# Elton Brand
Elton Tyron Brand (Cortland, Nueva York, 11 de marzo de 1979) es un exjugador de baloncesto estadounidense que disputó 16 temporadas en la NBA. Con 2,06 metros de estatura, jugaba en la posición de ala-pívot. Actualmente ejerce como general manager de los Philadelphia 76ers de la NBA.

## Trayectoria deportiva

### Universidad
Disputó dos años con los Blue Devils de la universidad de Duke. En su último año allí, consiguió llegar a la final del campeonato de la NCAA de 1999 con su antiguo compañero Corey Maggette. Ganó el prestigioso premio Naismith College Player of the Year, que se concede al mejor universitario del año, esa misma temporada. Es licenciado en Sociología.

#### Estadísticas
| Año     | Equipo | PJ | PT | MPP  | %TC  | %3P  | %TL  | RPP | APP | ROB | TPP | PPP  |
| ------- | ------ | -- | -- | ---- | ---- | ---- | ---- | --- | --- | --- | --- | ---- |
| 1997–98 | Duke   | 21 | 18 | 23.5 | .592 | .000 | .604 | 7.3 | 0.5 | 1.5 | 1.3 | 13.4 |
| 1998–99 | Duke   | 39 | 37 | 29.3 | .620 | .000 | .707 | 9.8 | 1.1 | 1.3 | 2.2 | 17.7 |
| Total   | Total  | 60 | 55 | 27.3 | .612 | .000 | .672 | 8.9 | 0.9 | 1.4 | 1.9 | 16.2 |

### Profesional

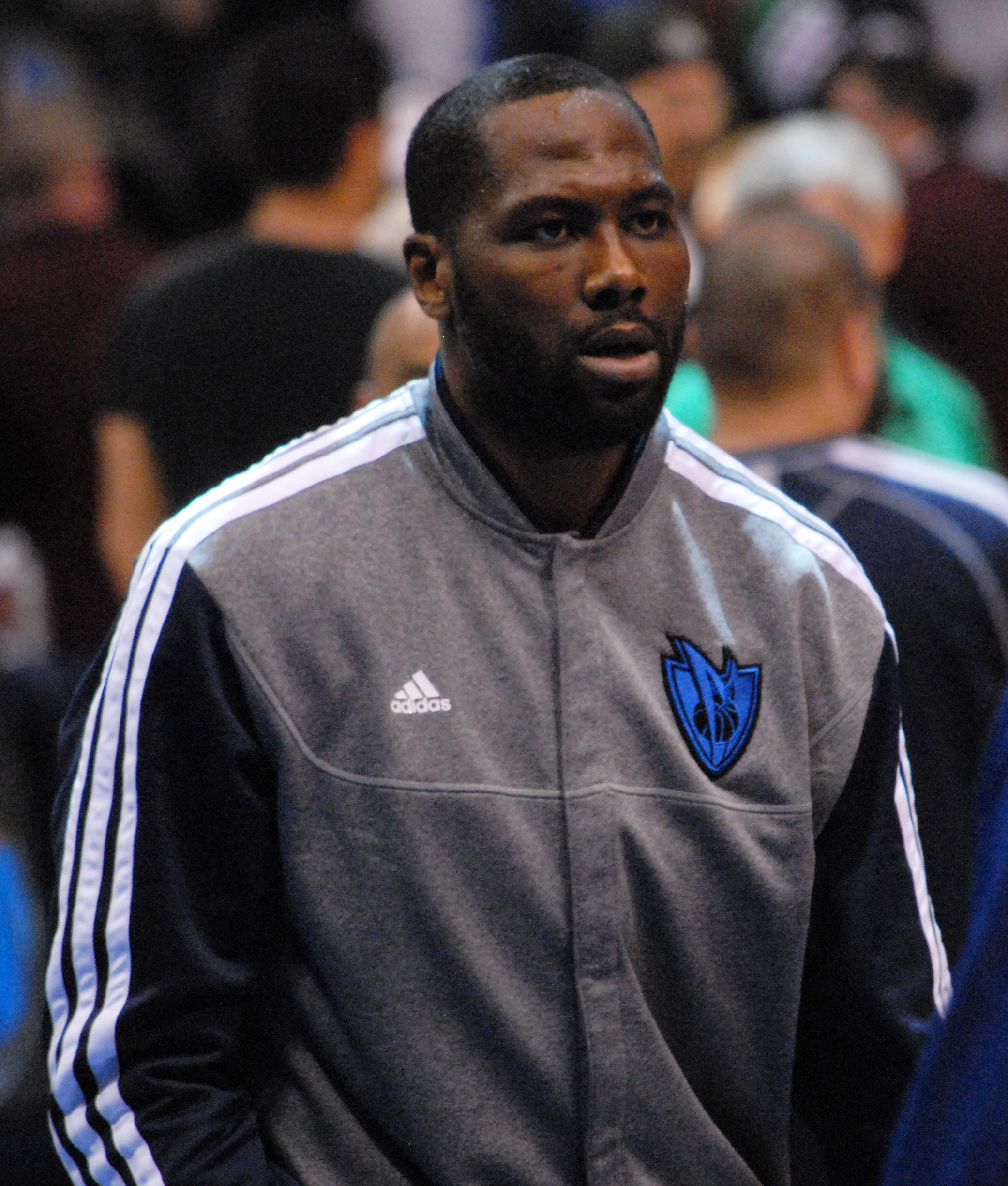
Brand con los Mavericks en 2013.

Fue elegido por Chicago Bulls en la posición número 1 de la primera ronda del draft de la NBA de 1999. En su primer año obtuvo promedió de 20,1 puntos y 10 rebotes en 37 minutos en 81 partidos (80 como titular) y acabó siendo rookie del año de 2000 junto con Steve Francis, de Houston Rockets. También fue elegido para el equipo ideal de novatos en ese año.
En su segundo año (2000-2001) obtuvo promedios de 20,1 puntos, 10,1 rebotes, 3,2 asistencias y 1,6 tapones en casi 40 minutos en cancha. Jugó 74 partidos (todos de titular) y solo se perdió ocho.
En su tercera temporada fue traspasado a Los Angeles Clippers a cambio de Tyson Chandler. Tuvo un total de 18,2 puntos, 11,6 rebotes, 2,4 asistencias y 2,04 tapones en 37.8 minutos en cancha. Jugó 80 partidos (todos titular) y participó en el All-Star Game reemplazando a Shaquille O'Neal. 
En su cuarto año promedió 18,5 puntos y 11,3 rebotes en 39,6 minutos. Jugó 62 partidos (61 de titular). 
En la temporada 2003-04 obtuvo promedios de 20 puntos, 10,3 rebotes y 2,23 tapones por partido en 38,7 minutos. Participó en 69 partidos (68 como titular).
En su sexto año de participación en la NBA consiguió 20 puntos, 9,5 rebotes, 2,6 asistencias y 2,1 bloqueos en 37 minutos de acción en 81 partidos (todos como titular).
El 9 de julio de 2008 firmó con Philadelphia 76ers un contrato de 82 millones por 5 años. El 11 de julio de 2012, los 76ers cortaron a Brand usando la cláusula de amnistía, y al día siguiente firmó con Dallas Mavericks por 2,1 millones de dólares.
El 15 de julio de 2013, Brand firmó con Atlanta Hawks.
Volvió a las pistas en enero de 2016 fichando de nuevo por los Philadelphia 76ers.

### Selección nacional
En verano de 1998 fue parte del equipo que representó a Estados Unidos en los Goodwill Games de 1998, y que se llevó la medalla de oro.
Al año siguiente participó en el Campeonato FIBA Américas de 1999 llevándose el oro.
Brand fue integrante del combinado absoluto estadounidense que participó en el Mundial de 2002 y que terminó en sexta posición.
En 2003 de nuevo un oro en el Campeonato FIBA Américas de 2003.
En septiembre de 2006 fue integrate del Team USA que se llevó el bronce en el Mundial de 2006.

### Directivo
El 6 de diciembre de 2016, Brand es nombrado 'player development consultant' por los Philadelphia 76ers.
El 28 de agosto de 2017 es designado como general mánager del equipo afiliado de la liga de desarrollo, los Delaware 87ers.
Tras una sola temporada en este puesto, es ascendido a la posición de general manager de los Sixers en septiembre de 2018. En noviembre de 2020 extendió su contrato.

## Estadísticas de su carrera en la NBA

### Temporada regular
| Año      | Equipo        | PJ   | PT  | MPP  | %TC  | %3P   | %TL  | RPP  | APP | ROB | TPP | PPP  |
| -------- | ------------- | ---- | --- | ---- | ---- | ----- | ---- | ---- | --- | --- | --- | ---- |
| 1999-00  | Chicago       | 81   | 80  | 37.0 | .482 | .000  | .685 | 10.0 | 1.9 | .8  | 1.6 | 20.1 |
| 2000-01  | Chicago       | 74   | 74  | 39.3 | .476 | .000  | .708 | 10.1 | 3.2 | 1.0 | 1.6 | 20.1 |
| 2001-02  | L.A. Clippers | 80   | 80  | 37.8 | .527 | .000  | .742 | 11.6 | 2.4 | 1.0 | 2.0 | 18.2 |
| 2002-03  | L.A. Clippers | 62   | 61  | 39.6 | .502 | .000  | .685 | 11.3 | 2.5 | 1.1 | 2.5 | 18.5 |
| 2003-04  | L.A. Clippers | 69   | 68  | 38.7 | .493 | .000  | .773 | 10.3 | 3.3 | .9  | 2.2 | 20.0 |
| 2004-05  | L.A. Clippers | 81   | 81  | 37.0 | .503 | .000  | .752 | 9.5  | 2.6 | .8  | 2.1 | 20.0 |
| 2005-06  | L.A. Clippers | 79   | 79  | 39.2 | .527 | .333  | .775 | 10.0 | 2.6 | 1.0 | 2.5 | 24.7 |
| 2006-07  | L.A. Clippers | 80   | 80  | 38.5 | .533 | 1.000 | .761 | 9.3  | 2.9 | 1.0 | 2.2 | 20.5 |
| 2007-08  | L.A. Clippers | 8    | 6   | 34.3 | .456 | .000  | .787 | 8.0  | 2.0 | .4  | 1.9 | 17.6 |
| 2008-09  | Philadelphia  | 29   | 23  | 31.7 | .447 | .000  | .676 | 8.8  | 1.3 | .6  | 1.5 | 13.8 |
| 2009-10  | Philadelphia  | 76   | 57  | 30.2 | .480 | .000  | .738 | 6.1  | 1.4 | 1.1 | 1.0 | 13.1 |
| 2010-11  | Philadelphia  | 81   | 81  | 34.7 | .512 | .000  | .780 | 8.3  | 1.5 | 1.1 | 1.3 | 15.0 |
| 2011-12  | Philadelphia  | 60   | 60  | 28.9 | .494 | .000  | .733 | 7.2  | 1.6 | 1.0 | 1.6 | 11.0 |
| 2012-13  | Dallas        | 72   | 18  | 21.2 | .473 | .000  | .710 | 6.0  | 1.0 | .7  | 1.3 | 7.2  |
| 2013-14  | Atlanta       | 73   | 15  | 19.4 | .539 | .000  | .649 | 4.9  | 1.0 | .5  | 1.2 | 5.7  |
| 2014-15  | Atlanta       | 36   | 4   | 13.5 | .442 | .000  | .522 | 2.8  | .6  | .5  | .7  | 2.7  |
| 2015-16  | Philadelphia  | 17   | 1   | 13.2 | .431 | .000  | .889 | 3.7  | 1.1 | .5  | .5  | 4.1  |
| Total    | Total         | 1058 | 868 | 33.0 | .500 | .095  | .736 | 8.5  | 2.1 | .9  | 1.7 | 15.9 |
| All-Star | All-Star      | 2    | 0   | 18.0 | .563 | .000  | .000 | 8.5  | .5  | .5  | .5  | 9.0  |

### Playoffs
| Año   | Equipo        | PJ | PT | MPP  | %TC  | %3P  | %TL  | RPP  | APP | ROB | TPP | PPP  |
| ----- | ------------- | -- | -- | ---- | ---- | ---- | ---- | ---- | --- | --- | --- | ---- |
| 2006  | L.A. Clippers | 12 | 12 | 43.1 | .551 | .000 | .750 | 10.3 | 4.0 | .9  | 2.6 | 25.4 |
| 2011  | Philadelphia  | 5  | 5  | 37.0 | .548 | .000 | .769 | 8.4  | .6  | .4  | 1.2 | 15.6 |
| 2012  | Philadelphia  | 13 | 13 | 27.4 | .465 | .000 | .625 | 4.8  | .5  | .8  | 1.5 | 8.6  |
| 2014  | Atlanta       | 7  | 0  | 11.6 | .167 | .000 | .800 | 3.3  | .9  | .1  | .9  | 1.1  |
| 2015  | Atlanta       | 3  | 0  | 1.3  | .000 | .000 | .500 | .3   | .0  | .0  | .0  | .3   |
| Total | Total         | 40 | 30 | 28.6 | .516 | .000 | .719 | 6.3  | 1.6 | .6  | 1.6 | 12.6 |

## Vida personal
Durante el verano del año 2000, fundó la Elton Brand Foundation, una organización que presta apoyo a causas dignas en Chicago (Illinois), Peekskill (Nueva York) y Durham (Carolina del Norte).
En el verano de 2006, se casó con novia desde la universidad, Shahara Simmons, en North Carolina.
También es miembro fundador y presidente de Gibraltar Films, una empresa dedicada a la inversión, adquisición, producción y distribución de películas. Entre las producciones más destacadas se encuentra Rescue Dawn (2004), dirigida por Werner Herzog.
Por sus promedios cercanos a los 20 puntos y 10 rebotes por partido, es conocido en España por el seudónimo de "Mr. 20-10".

## Logros y reconocimientos
- Mejor Universitario del Año en 1999.
- Elegido Rookie del año (2000).
- Elegido para el Mejor quinteto de rookies de la NBA (2000).
- Elegido Jugador Más Deportivo de la NBA (2006).
- Elegido para el Segundo Equipo Ideal de la NBA (2006).
- Ganador del premio Magic Johnson Award (2002).
- Elegido MVP del Rookie Challenge (2000).
- Participó 2 veces del All-Star Game (2002 y 2006).